# Rakitova
Rakitova, 1911 és 1918 között Rakitó (románul: Răchitova) falu Romániában, a Bánságban, Krassó-Szörény megyében.

## Fekvése
Oravicabányától két km-re északra fekszik.

## Nevének eredete
A román răchită 'kecskefűz' szóból származik. Először 1554-ben említették Raqıva, majd 1569-ben mint pusztát Raqıtıva néven.

## Népessége
- 1900-ban 974 lakosából 965 volt román anyanyelvű és 967 ortodox vallású.
- 2002-ben 402 lakosából 395 volt román nemzetiségű; 369 ortodox és 24 baptista vallású.